# Josef Block
Pour les articles homonymes, voir Block.
Josef Block (27 novembre 1863 - 20 décembre 1943 ) est un peintre allemand de la Sécession berlinoise.

## Biographie
Block est né à Bernstadt an der Weide en Silésie. Il fait partie de l'Académie des Arts de Breslau (Wroclaw), où il devient l'ami du dramaturge allemand Gerhart Hauptmann. Il poursuit ses études à l'Académie des Beaux-Arts, de Munich avec comme professeur Bruno Piglhein. Le 29 février 1892, la Société des artistes des arts visuels de Munich est fondée. Elle est à la base de la Sécession de Munich, un mouvement d'artistes qui estiment que l'art n'est pas suffisamment ouvert et contemporain. Lors de l'Exposition universelle de 1893 à Chicago, Block remporte une médaille pour sa peinture Dämmerung. 
En 1895, Block épouse Else Oppenheim, la fille du banquier et conseiller de commerce Hugo Oppenheim (de). Après avoir vécu à Munich, il s'installe à Berlin en 1896. Il peint des sujets bibliques, des peintures de genre, des portraits et des natures mortes, qu'il vend en Allemagne et aux États-Unis. 
Block est également cofondateur de la Sécession berlinoise, un mouvement semblable à la Sécession de Munich dont faisaient également partie Lovis Corinth, Max Liebermann, et Edvard Munch. Block aime voyager et est un photographe passionné. Il meurt à Berlin en 1943.

## Quelques œuvres
- Christus und die Samariterin (1887)
- Der letzte Sonnenstrahl (1888)
- Bathseba (1889)
- Der verlorene Sohn (1890)
- Dämmerung (1893)
- Der neue Herr (1894)
- Ehebrecherin (1897)
- Saul und David (1899)
- Pietà (1902)
- Judith (1904-1905)
- Süditalienische Szene (1930)
- Der Wissenschaftler (1942)

## Sources
- (de) Lorenz, Detlef: Zur Biographie des schlesischen Malers Josef Block. Dans : Jahrbuch der Universität Breslau|Schlesischen Friedrich-Wilhelms-Universität zu Breslau 42-44 (2001-2003) [2003], p. 709-714.
- (de) Heinz Dieter Tschörtner (de): Gerhart Hauptmanns letzter Jugendfreund Josef Block aus Bernstadt (1863-1943). Dans : Jahrbuch der Schlesischen Friedrich-Wilhelms-Universität zu Breslau 38/39 (1997/1998) [1998], p. 773-781.